# 신지 (가수)
신지(본명: 이지선, 한국 한자: 李智善,  1981년 11월 18일~)는 대한민국의 가수, 방송인이다. 3인조 혼성그룹 코요태의 멤버이며, 메인보컬을 맡고 있다.

## 학력
- 인천청천초등학교 (졸업)
- 북인천여자중학교 (졸업)
- 부개여자고등학교 (졸업)
- 동덕여자대학교 실용음악학과 (졸업)
- 경기대학교 전자디지털음악학과 (졸업)

## 가수 활동
- 1997년 녹음 스튜디오에서 락 음악 연출
- 1998년 12월 9일 혼성그룹 '코요태'로 공식 연예계 데뷔 'KMTV 쇼 뮤직탱크 - 순정'

## 수상 경력

### 시상식
| 날짜      | 시상식명         | 수상 부문               | 작품                      |
| 1996년    | 1996년           | 1996년                  | 1996년                    |
| --------- | ---------------- | ----------------------- | ------------------------- |
|           | 인천청소년가요제 | 은상                    | 이유 같지 않은 이유       |
| 1998년    |                  |                         |                           |
|           | 인천청소년가요제 | 금상                    | 보낼 수밖에 없는 너       |
| 2007년    |                  |                         |                           |
| 12월 29일 | MBC 방송연예대상 | 특별상                  | 거침없이 하이킥!          |
| 2021년    |                  |                         |                           |
| 12월 29일 | MBC 방송연예대상 | 라디오 부문 신인상      | 정준하, 신지의 싱글벙글쇼 |
| 2023년    |                  |                         |                           |
| 12월 29일 | MBC 방송연예대상 | 라디오 부문 여자 우수상 | 이윤석, 신지의 싱글벙글쇼 |